# 针叶藻
针叶藻（学名：Syringodium isoetifolium），为眼子菜科针叶藻属下的一个植物种。